# Burke, South Dakota
Burke är administrativ huvudort i Gregory County i South Dakota. Enligt 2010 års folkräkning hade Burke 604 invånare.